# Phalacronotus bleekeri
Phalacronotus bleekeri es una especie de peces de la familia Siluridae en el orden de los Siluriformes.

## Morfología
• Los machos pueden llegar alcanzar los 60 cm de longitud total.

## Alimentación
Come peces pequeños , gambas y larvas de insectos acuáticos.

## Hábitat
Es un pez de agua dulce y de clima tropical.

## Distribución geográfica
Se encuentran en Asia: desde Camboya y Tailandia hasta Malasia.